# Bellou
Bellou település Franciaországban, Calvados megyében. Lakosainak száma 135 fő (2018. január 1.). Bellou Lisores, Les Moutiers-Hubert, Notre-Dame-de-Courson, Sainte-Marguerite-des-Loges és Saint-Ouen-le-Houx községekkel határos.

## Népesség
A település népességének változása:
| Lakosok száma | 228  | 167  | 107  | 121  | 125  | 153  | 158  | 147  | 137  | 135  |
|               | 1962 | 1968 | 1982 | 1990 | 1999 | 2008 | 2011 | 2013 | 2017 | 2018 |